# Teleri

De scheiding van de elfen.

Teleri is een elfenvolk, of eigenlijk een verzameling elfenvolken, in de boeken van J.R.R. Tolkien.
De Teleri vormden het derde en grootste leger dat van Cuiviénen op weg ging naar Valinor. Ze werden geleid door de broers Elwë en Olwë.

## Nandor (boselfen)
De Teleri die voor de Hithaeglir afhaakten vestigden zich onder hun vorsten in het Demsterwold en in Lothlórien. Zij werden Nandor (boselfen) genoemd. De Avari vestigden zich door de eeuwen heen ook bij de boselfen. Een deel van de boselfen trok later alsnog Beleriand binnen en zij werden Laiquendi genoemd. Overlevenden van de Falathrim, Laiquendi en Sindar vestigden zich onder hen na het zinken van Beleriand.

## Sindar, Falathrim
Elwë en Olwë waren samen met Ingwë van de Vanyar vooruit gegaan met Oromë, een van de Valar. Bij hun terugkomst werden de Vanyar en de Noldor overgehaald om mee te gaan naar Valinor. Een deel van de Teleri bleef achter omdat hun leider Elwë verdwenen was.
Elwë was door de Melian, een maia, verleid en zwierf rond in Beleriand. Voordat de Valar de laatste overtocht maakten besloot een deel van de Teleri onder leiding van Olwë mee te gaan en zij werden met het eiland Tol Eressëa overgezet. Het eiland werd definitief verankerd voor de kust van Valinor en rest van de Teleri bleef achter.
Onder leiding van Elu Thingol, zoals Elwë later bekend stond woonden deze Teleri in Beleriand en zij werden Sindar of Grijze elfen genoemd. De meeste Sindar woonden met koning Thingol en koningin Melian in Doriath maar ze woonden ook in andere delen van Beleriand. Zo woonden in de kuststreek Falas in de havensteden Brithombar en Eglarest Sindarijnse elfen die Falathrim genoemd werden. Zij werden geleid door Círdan, de havenmeester, maar Elu Thingol werd als hoge koning van Beleriand erkend.
Een bekende Sindar die zich tegen de Noldor keerde was Eöl die in Nan Elmoth buiten Doriath woonde.

## Falmari
De Teleri die onder koning Olwë in Valinor aankwamen vestigden zich in Alqualondë en werden Falmari genoemd. Zij keerden nooit meer terug naar Midden-aarde en werden bij de terugkeer van de Noldor onder leiding van Fëanor aangevallen nadat zij geweigerd hadden zijn leger naar Midden-aarde over te zetten met hun schepen.

## Voetnoten
1. ↑  J.R.R. Tolkien, Christopher Tolkien editor, History of Middle-earth, Vol.XI, (1994), p.21, "Fingolfin...acknowledged the high-kingship of Thingol"; p.380, Thingol is also acknowledged high-king by Círdan and his following: p.410, the Grey-elves of Mithrim acknowledged Thingol as high-king.